# Dieter Bokeloh
Pour les articles homonymes, voir Bokeloh.
Dieter Bokeloh, né le 28 janvier 1942 à Benneckenstein et mort le 24 mars 2022 à Nordhausen, est un sauteur à ski allemand, qui a représenté la RDA.

## Biographie
Membre du club ASK Vorwärts à Oberhof, il obtient son premier résultat important au championnat d'Allemagne de l'Est en 1961, où il se classe deuxième. Bokeloh est sélectionné trois fois pour la Tournée des quatre tremplins et gagne la semaine du vol à ski à Planica en 1963.
Il obtient son meilleur résultat international aux Jeux olympiques d'hiver de 1964 à Innsbruck, avec une quatrième place sur le grand tremplin.

## Palmarès

### Jeux olympiques
| Épreuve / Édition | Innsbruck 1964 |
| Grand tremplin    | 4e             |